# 三沢郵便局
三沢郵便局
（みさわゆうびんきょく）
- 青森県三沢市にある郵便局。本記事にて記述する。
- 埼玉県秩父郡皆野町にある郵便局。局番号は03174。
- 長野県岡谷市にある郵便局。局番号は11306。

（みざわゆうびんきょく）
- 島根県仁多郡奥出雲町にある郵便局。局番号は53226。

三沢簡易郵便局（みざわかんいゆうびんきょく）
- 愛知県北設楽郡豊根村にある簡易郵便局。局番号は20601。

三沢郵便局（みさわゆうびんきょく）は青森県三沢市にある郵便局である。民営化前の分類では集配普通郵便局であった。

## 概要
住所：〒033-8799 青森県三沢市幸町3-2-15

### 出張所（局外設置ATM）
民営化後はゆうちょ銀行仙台支店の管轄となった。
- ダイエー三沢店内出張所：ホリデーサービス実施出張所。とうてつがダイエーとのフランチャイズ契約を解除およびその後スーパーマーケット事業撤退した後も、当出張所は名称を変更せずに営業を続けている。

## 沿革
- 1901年（明治34年）3月15日 - 古間木（ふるまぎ）郵便受取局として開設[1]。
- 1901年（明治34年）12月20日 - 古間木郵便局（三等）となる。貯金取扱を開始。
- 1949年（昭和24年）7月16日 - 上北郡六戸村大字犬落瀬字古間木から同郡大三沢町大字三沢字猫又に移転[2]。
- 1949年（昭和24年）9月1日 - 特定郵便局から普通郵便局に局種別改定[3]、電気通信業務を廃止し新設の古間木電報電話局に移管[4]。
- 1952年（昭和27年）4月1日 - 大三沢郵便局に改称[5]。
- 1956年（昭和31年）9月1日 - 電話通話および和文電報受付事務の取扱を開始。
- 1959年（昭和34年）10月1日 - 三沢郵便局に改称[6]。
- 1960年（昭和35年）6月20日 - 三沢市大字三沢から、同市字上久保へ局舎を新築、移転。
- 1994年（平成6年）2月7日 - 三沢市大町二丁目から同市幸町三丁目に移転。旧位置近辺の利便性を確保するため、跡地付近に同日、三沢大町郵便局が設置された。
- 1997年（平成9年）4月7日 - 浜三沢郵便局[7]より集配事務を移管。
- 1997年（平成9年）6月23日 - 外国通貨の両替および旅行小切手の売買に関する業務取扱を開始。
- 2006年（平成18年）10月2日 - 六戸郵便局より集配事務を移管[8]。
- 2007年（平成19年）10月1日 - 民営化に伴い、併設された郵便事業三沢支店に一部業務を移管。
- 2012年（平成24年）10月1日 - 日本郵便株式会社発足に伴い、郵便事業三沢支店を三沢郵便局に統合。

## 取扱内容
- 郵便、印紙、ゆうパック、内容証明
- 貯金、為替、振替、振込、国際送金、外貨両替・トラベラーズチェック、国債、投資信託
- 生命保険、バイク自賠責保険、がん保険、引受条件緩和型医療保険
- ゆうちょ銀行ATM
- 三沢市内および上北郡六戸町内の全域（〒033-00xx、033-01xx、039-23xx）の集配業務
- ゆうゆう窓口

## 周辺
- 三沢市役所
- 三沢市公会堂
- 三沢警察署
- 三沢空港、三沢基地

## アクセス
- 青い森鉄道線三沢駅から徒歩約33分
- 十和田観光電鉄バス 市役所前停留所より徒歩約5分
- 第二みちのく有料道路 終点（六戸仮出入口）から北東へ約3.5km
- 駐車場あり：24台